# Champsosaurus

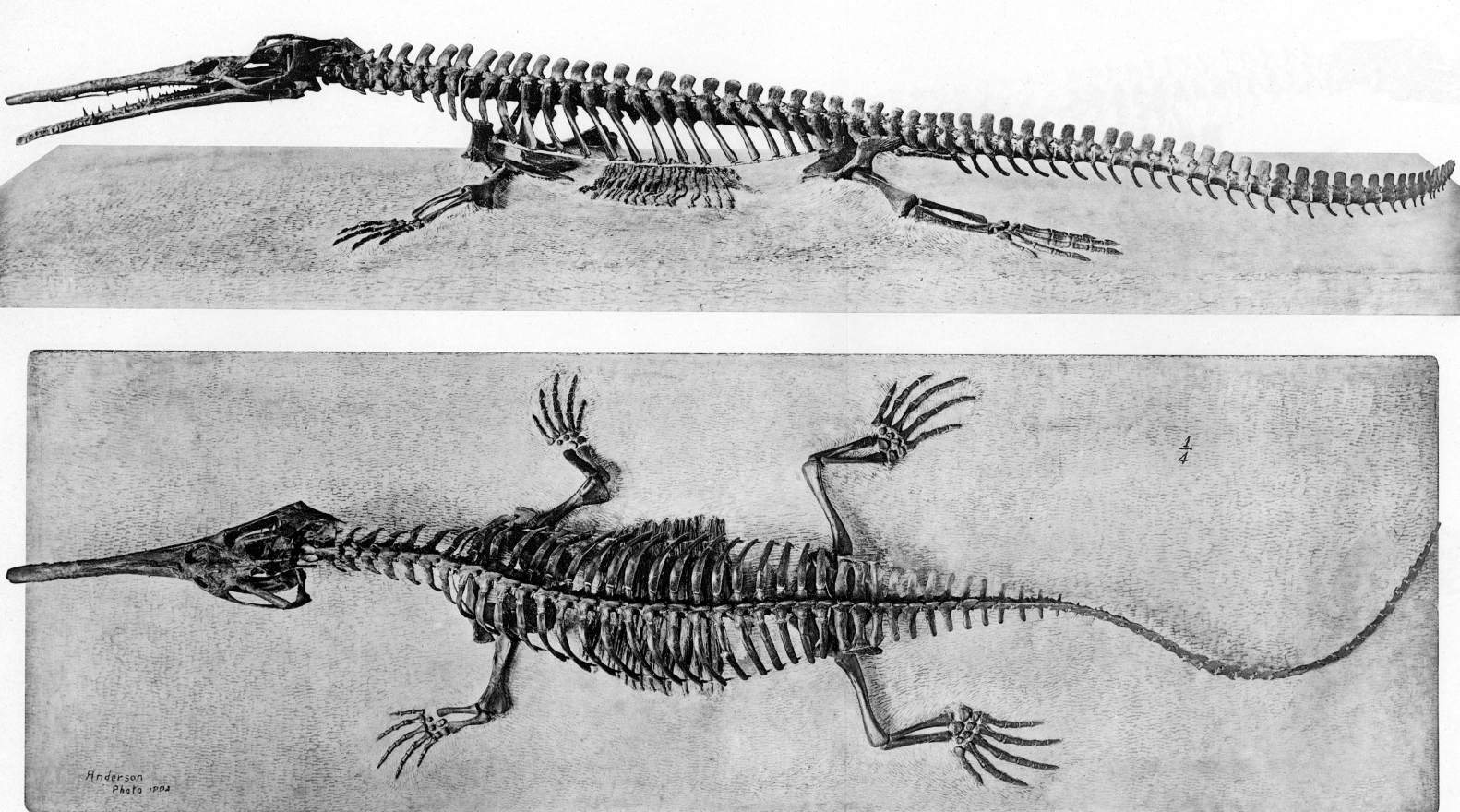
A Champsosaurus csontváza

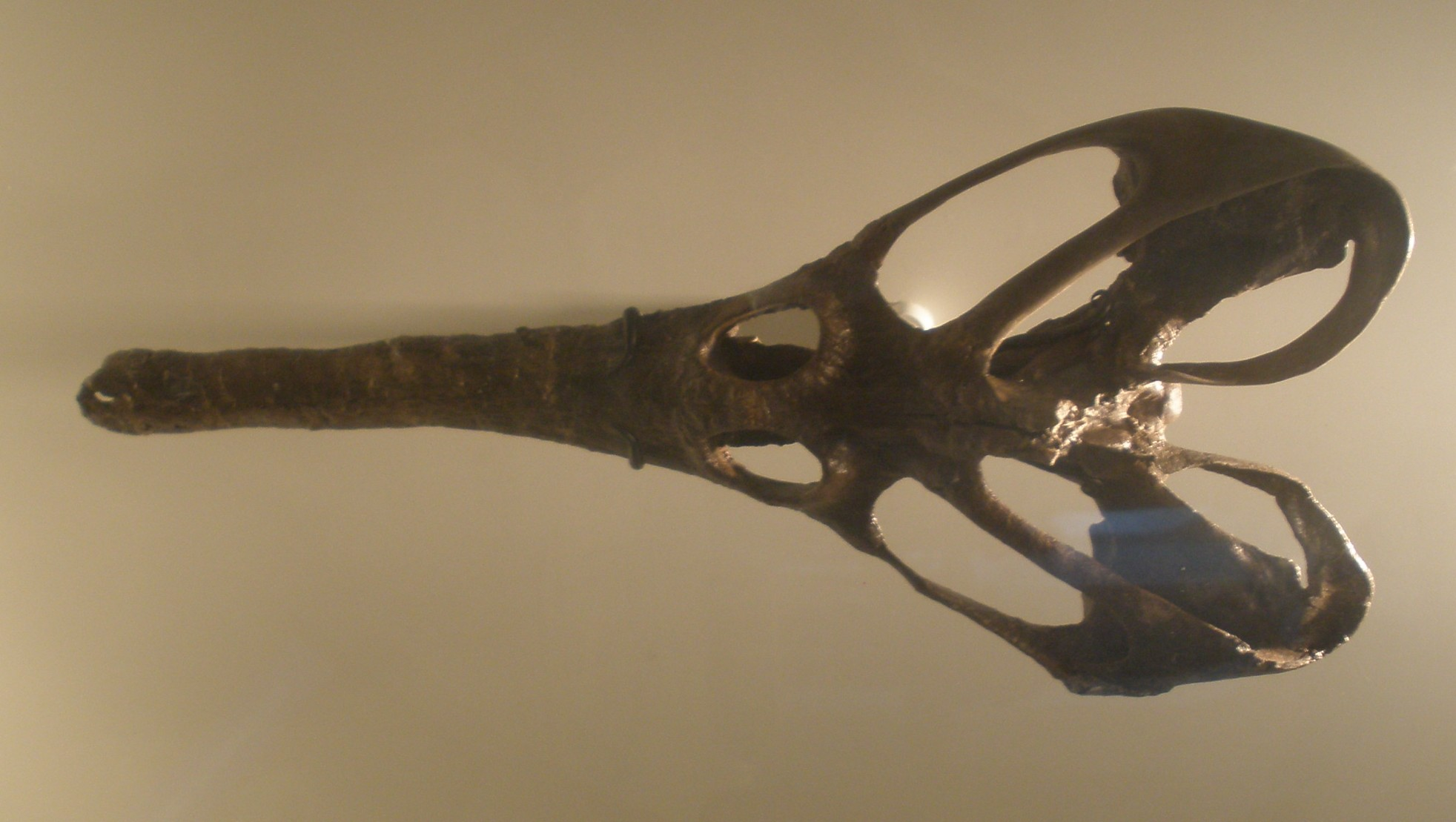
A Champsosaurus laramiensis koponyája

A Champsosaurus a diapsida hüllők egyik kihalt neme, amely a Choristodera rendbe tartozik. Körülbelül 1,50 méteres hosszúságot ért el.
A Champsosaurus a gaviálokra emlékeztet, és hozzájuk hasonlóan, hosszú fogakkal szegélyezett pofájával a folyókban és mocsarakban halakra vadászott. Valószínűleg oldalazó testmozgással úszott, az ellenállás csökkentése érdekében a lábait a testéhez szorítva, ahogyan a krokodilok és a tengeri leguán. A Champsosaurus szemei előtt a koponya nagyon széles volt és erős állkapocs izmok számára biztosított tapadási pontokat.
Nevének jelentése 'krokodil gyík'; a champso- egy ógörög szerző szerint „Az óegyiptomiaknál a χαμψαι krokodilt jelentett.”
Fosszilis maradványait Észak-Amerika (Alberta, Montana, Új-Mexikó, Wyoming) és Európa (Belgium, Franciaország) területén is felfedezték.

## Fordítás
- Ez a szócikk részben vagy egészben a Champsosaurus című angol Wikipédia-szócikk ezen változatának fordításán alapul.  Az eredeti cikk szerkesztőit annak laptörténete sorolja fel. Ez a jelzés csupán a megfogalmazás eredetét és a szerzői jogokat jelzi, nem szolgál a cikkben szereplő információk forrásmegjelöléseként.